# Marcinho VP
Márcio dos Santos Nepomuceno (Rio de Janeiro, 12 de fevereiro de 1970), mais conhecido como Marcinho VP, é um criminoso brasileiro, apontado um dos dois principais líderes da facção Comando Vermelho (CV), juntamente com Luiz Fernando da Costa, o Fernandinho Beira-Mar.

## Juventude
Segundo sua autobiografia, Marcinho VP nasceu na favela de Vigário Geral, zona norte do Rio, ainda bebê se mudou para São João de Meriti, na Baixada Fluminense. Logo em seguida seu pai foi assassinado. A mãe de Marcinho foi presa quatro vezes, e ele e os três irmãos foram criados por uma tia.
Segundo ele, começou a praticar assaltos aos 13 anos, para conseguir dinheiro para comprar roupas de marca. Dos roubos passou para o comércio de drogas, ascendeu na hierarquia e logo se tornou o líder do tráfico no complexo do Alemão, conjunto de favelas da zona norte do Rio e um dos principais redutos do CV.

## Vida na prisão
Processado e condenado por tráfico de drogas e homicídios, Marcinho foi preso no fim de agosto de 1996 em Porto Alegre, numa ação comandada pelo detetive José Carlos Pereira Guimarães, então integrante da Divisão Regional Metropolitana 5 (Metropol 5) da Polícia Civil do Rio.
O policial passou quatro meses investigando o paradeiro de Marcinho. Na época, a prisão foi noticiada pela imprensa, levando o então governador do Rio, Marcello Alencar, a se desculpar com o então governador do Rio Grande do Sul, Antônio Britto, por não ter informado a polícia gaúcha sobre a operação conduzida pelos policiais fluminenses.
Mesmo encarcerado, segundo as autoridades policiais e judiciais, Marcinho continuou a liderar o Comando Vermelho e a ordenar homicídios e outros crimes. Uma das vítimas de suas ordens teria sido um homônimo – Márcio Amaro de Oliveira, também conhecido como Marcinho VP, líder do Comando Vermelho na favela Dona Marta, em Botafogo (zona sul).
Em 2003, enquanto estava detido na penitenciária Doutor Serrano Neves (Bangu 3), na zona oeste do Rio, ele revelou detalhes do esquema de tráfico ao jornalista Caco Barcellos, que os documentou no livro Abusado. Essas declarações teriam irritado o Marcinho VP do Complexo do Alemão, que, preso em Bangu 1, teria feito ameaças para que o outro permanecesse em silêncio.
Agentes carcerários chegaram a interceptar um telegrama, supostamente enviado por Marcinho do Alemão ao outro, com o recado: “cala a boca se não você vai para a vala”. Dias depois, o Marcinho do Dona Marta foi morto por esganadura e abandonado numa lixeira da galeria A3.
Depois da nova onda de ataques no Rio de Janeiro, iniciada no dia 20 de novembro de 2010, Marcinho VP foi transferido novamente de presídio, desta vez para Porto Velho, em Rondônia, juntamente com outro traficante, conhecido como Elias Maluco. Em 26 de novembro de 2010 foi presa a mulher de Marcinho VP, acusada de ser "pombo-correio" do traficante em visitas íntimas. Os dois são suspeitos de ordenarem os ataques no Rio de Janeiro e estão entre os bandidos considerados mais perigosos do país.

## Vida pessoal
Casado com Marcia Gama, é pai de seis filhos e avô de dois netos. Um dos filhos de Marcinho VP é o rapper Oruam.
Marcinho concluiu o ensino médio dentro da prisão. Considerado um autodidata da área do direito, publicou três livros: O Direito Penal do Inimigo. Verdades e Posições (2017), Preso de Guerra (2022) e Execução Penal Banal Comentada (2023). Desde 2024 integra a Academia Brasileira de Letras do Cárcere (ABLC), na cadeira número 1, cujo patrono é Graciliano Ramos.